# Project Hail Mary
Project Hail Mary (Devoradores de Estrelas, no Brasil) é uma obra de ficção científica americana escrita por Andy Weir e publicada em 2021. A narrativa conta a história de Ryland Grace, um professor de ensino médio que precisa encontrar um jeito de salvar a Terra da destruição por seres denominados astrofágicos, que retiram energia do sol.
A trama se desenrola a bordo de uma espaçonave enviada a Tau Ceti para descobrir mais sobre os astrofágicos.

## Enredo
Três astronautas são enviados ao espaço em uma missão que visa salvar a Terra da destruição. Dois dos astronautas morrem e apenas um, Ryland Grace, torna-se o responsável por cumprir a missão.
Após despertar de um coma induzido, Grace recobra aos poucos a memória e se lembra do motivo de estar na espaçonave.
A partir daí, Grace precisa usar sua inteligência e engenhosidade para interagir com um alienígena e tentar completar sua missão.

## Recepção

### Bill Gates
O empresário Bill Gates, que todos os anos publica uma coletânea de recomendações de livros para as festas de fim de ano, incluiu na sua lista de 2021 Project Hail Mary como um dos 5 livros recomendados para aquele ano.

### Audie Awards
A versão em audiolivro de Project Hail Mary recebeu dois prêmios no Audie Awards, cerimônia conhecida como o 'Oscar' da indústria americana de audiolivros. O audiolivro, que contou com a narração de Ray Porter, ganhou nas categorias "Ficção Científica" e "Audiolivro do Ano".